# 贝纳文特德塞格里亚
贝纳文特德塞格里亚，是西班牙加泰罗尼亚莱里达省的一个市镇。 总面积8平方公里，总人口1051人（2001年），人口密度131人/平方公里。